# اچ‌ام‌اس جونو (۱۷۸۰)
اچ‌ام‌اس جونو (۱۷۸۰) (به انگلیسی: HMS Juno (1780)) یک کشتی بود که طول آن ۱۲۶ فوت ۶ ۱⁄۲ اینچ (۳۸٫۶ متر) بود. این کشتی در سال ۱۷۸۰ ساخته شد.